# Тимощук, Валерия Игоревна
Валерия Игоревна Тимощук (урожд. Шипилова) (род. 19 мая 1988 года) — мастер спорта России международного класса (пауэрлифтинг), чемпионка мира 2015 года по экипированному пауэрлифтингу.

## Карьера
Уроженка Владивостока. До 12 лет занималась спортивной аэробикой. Позже перешла в пауэрлифтинг, тренеры — Тимощук Д. А. (её муж), Чекренева О. С. (президент Федерации пауэрлифтинга Приморского края). 
Чемпионка России (2006) среди девушек. Двукратная (2010, 2011) чемпионка России среди юниоров.
Серебряный призёр чемпионатов Европы 2012 и 2013 года. Вице-чемпионка мира по классическому пауэрлифтингу 2014 года. Чемпионка мира по экипированному пауэрлифтингу 2015 года. Чемпионка России по классическому пауэрлифтингу (2014, 2015). Чемпионка России по экипированному пауэрлифтингу (2013, 2014, 2015).

## Образование
Окончила Владивостокский государственный университет экономики и сервиса (Института сервиса, моды и дизайна). В 2014 году Валерия Тимощук окончила магистратуру Института сервиса, туризма и дизайна по направлению «Инновационные технологии в туристской деятельности» и сейчас учится на бакалавриате «Менеджмент в спорте» Института управления ВГУЭС и работает инструктором по спорту в «SOLLERS-Дальний Восток».